# Windermere (localidad en Cumbria)
Windermere es una localidad situada en el condado de Cumbria, en Inglaterra (Reino Unido), con una población estimada a mediados de 2016 de 5000 habitantes.
Se encuentra ubicada al norte de la región Noroeste de Inglaterra, junto al lago homónimo y cerca de la frontera con Escocia y con la región Nordeste de Inglaterra y de la costa del mar de Irlanda.